# 파평중학교
파평중학교(坡平中學校)는 대한민국 경기도 파주시 파평면 금파리에 있는 공립 중학교이다.

## 학교 연혁
- 1980년 1월 24일 : 파평중학교 설립인가 (6학급)
- 1980년 3월 1일 : 초대 김영오 교장 취임
- 1980년 3월 4일 : 입학식
- 1980년 5월 9일 : 개교식
- 1983년 2월 22일 : 제1회 졸업식 (200명)
- 2023년 3월 1일 :  제19대 이춘식 교장 취임
- 2023년 12월 29일 : 제42회 졸업식(14명, 총 2,404명)
- 2024년 3월 4일 : 2024학년도 신입생 12명 입학

## 참고 자료
- 파평중학교 - 한국교육학술정보원 학교알리미